# St.-Marien-Kirche (Barlt)

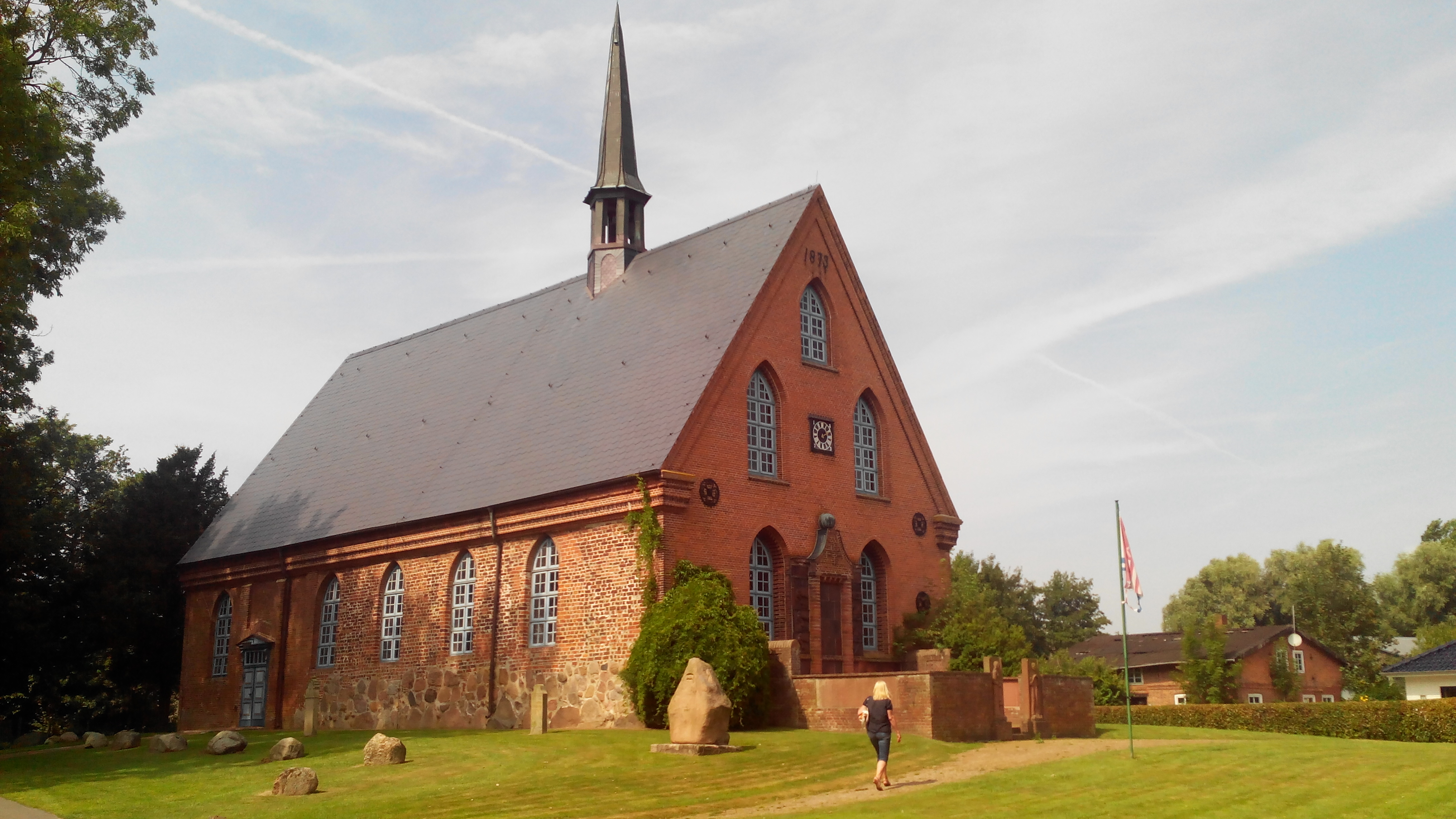
St.-Marien-Kirche in Barlt

Die evangelisch-lutherische St.-Marien-Kirche ist ein nach dem Denkmalschutzgesetz geschütztes Kulturdenkmal mit der Objekt-ID 553 in Barlt, einer Gemeinde im Kreis Dithmarschen in Schleswig-Holstein. Das Kirchengebäude gehört zum Kirchenkreis Dithmarschen der Evangelisch-Lutherischen Kirche in Norddeutschland.

## Beschreibung
Die Saalkirche wurde 1458 aus Backsteinen und Feldsteinen erbaut. Sie besteht aus einem Langhaus, aus dessen Satteldach sich seit dem 17. Jahrhundert ein sechseckiger, offener Dachreiter erhebt, in dem eine Kirchenglocke hängt, die mit der Uhr verbunden ist, und der mit einem spitzen Helm bedeckt ist. Etwas nordwestlich wurde 1726 ein hölzerner Campanile als Glockenturm errichtet. 
Der Innenraum ist mit einer Flachdecke überspannt. Die Orgel wurde 1862 von Johann Conrad Rudolph Wohlien erbaut.